# Aeroporto de Stuttgart
O Aeroporto de Stuttgart (IATA STR, ICAO: EDDS) ou, na sua forma portuguesa, de Estugarda (em alemão:  Flughafen Stuttgart ou Flughafen Stuttgart-Echterdingen), é um aeroporto situado a 13 km de Stuttgart, na Alemanha. É a principal conexão da Germanwings e TUIfly, e a sede da empresa de parques de estacionamento APCOA Parking.
O aeroporto fica situado entre as cidades de Leinfelden-Echterdingen, Filderstadt e Stuttgart. É o sétimo mais importante da Alemanha, e o principal do estado federal de Baden-Württemberg.
Após um decreto de 15 de julho de 2014 o aeroporto foi renomeado em homenagem ao ex-prefeito de Stuttgart Manfred Rommel em "Flughafen Stuttgart – Manfred Rommel Flughafen".

## História
O aeroporto de Stuttgart foi construído em 1939, para substituir o aeroporto de Böblingen. Em 1945, a Força Aérea dos Estados Unidos tomou conta do aeroporto; o exército norte-americano ainda mantém uma base para helicópteros na zona sul, que partilha com a polícia estatal de Baden-Württemberg. Em 1948, o aeroporto foi devolvido às autoridades alemãs.
Após a Segunda Guerra Mundial, em 1948, a pista do aeroporto foi aumentada para 1.800 m; em 1961, foram acrescentados 450 m; e, em 1996, a pista passou a ter 3.345 m de comprimento.
O terminal original de 1938 foi substituído em 2004 (projeto: gmp), passando a existirem quatro terminais com uma capacidade máxima de 12 milhões de passageiros.